# Bengál keselyű

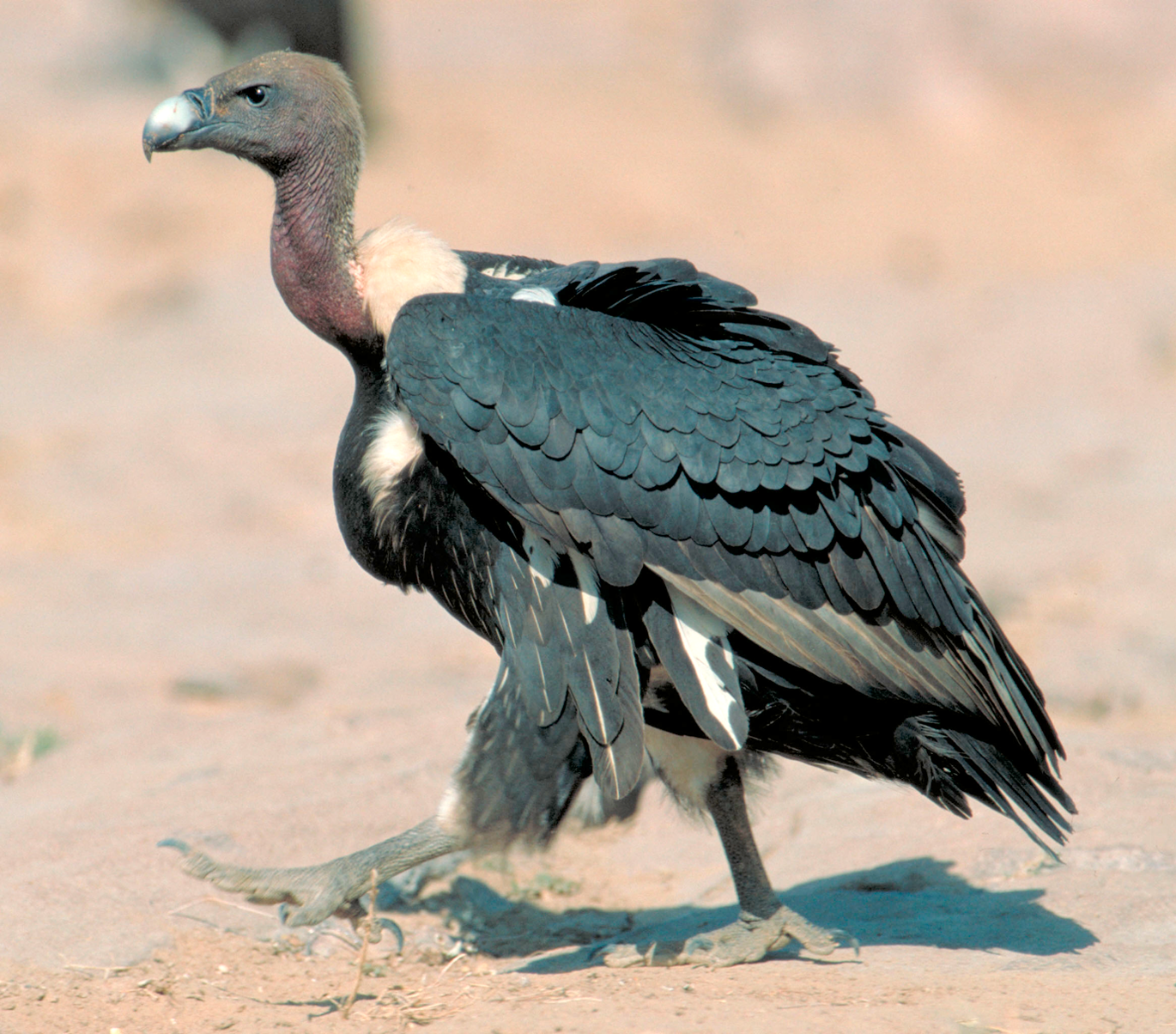

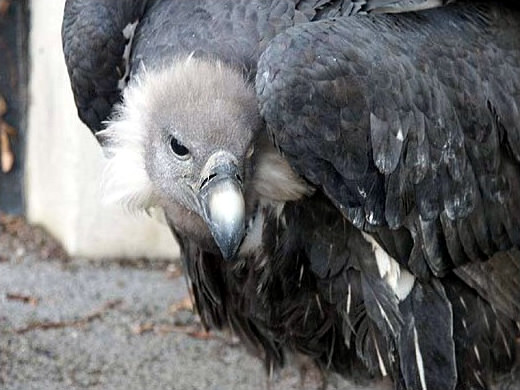

A bengál keselyű (Gyps bengalensis) a vágómadár-alakúak (Accipitriformes) rendjébe, ezen belül a vágómadárfélék (Accipitridae) családjába tartozó, nagy termetű, dögevő madár.
Korábban külön nembe, a Pseudogyps nembe sorolták, melyet egymaga alkotott Pseudogyps bengalensis néven. 
Későbbi vizsgálatok kiderítették, hogy a fakó keselyű (Gyps fulvus) viszonylag közeli rokona, így átsorolták a Gyps nembe.
Korábban felmerült, hogy az afrikai fehérhátú keselyű (Gyps africanus) közeli rokona, ezért néha keleti fehérhátú keselyűnek is hívják. Mára kiderült, hogy a Gyps nemből legközelebbi rokonfaja a fakó keselyű.

## Elterjedése, élőhelye
Ázsia déli részén korábban széles körben elterjedt faj volt. Elterjedési területe Pakisztántól keletre Indián, Mianmaron keresztül Kína délnyugati részéig, valamint az Indokínai-félszigetig terjedt ki. Olykor kóborló egyedei Afganisztán, Irán és Szibéria déli részére is elvetődtek.
Mára sok helyen nagyon megritkult, egyes helyekről ki is halt.
Elsősorban nyílt területek lakója, fészkelni hegyvidéki részeken szeret, ahol olykor más keselyűfajokkal alkot vegyes telepeket.

## Megjelenése
Nagyon hasonlít a közeli rokon fakókeselyűre, de valamivel kisebb termetű madár.
Alapvetően barna, kivéve a fekete farok- és evezőtollakat, illetve a szürkésbarna színű, nyakat és fejet sűrűn borító pehelytollakat. A nyakát borító pehelytollak a nyak hátsó részén jóval sötétebb színűek, mint az első részeken. A nyakát övező tollgallér fehér vagy világosszürke.
Hasa jóval világosabb színű, mint a teste többi része, helyenként fehér tollak is előfordulnak ott.
A lábak alapvetően szürkék, a csőr pedig kékesszürke.
A nemek egyformák. A  bengál keselyű nagy termetű madár: szárnyfesztávolsága 210-280 centiméter között mozog, testhossza 90-95 centiméter, testtömege pedig 3,5–5,5 kilogramm.

## Életmódja
A faj kisebb kolóniákban él. Nappal aktív, ekkor keresi a levegőben körözve táplálékát. Röpte jellegzetes, szárnyverdesés nélküli keringés. Éles látásának köszönhetően nagy távolságokból képes rátalálni a táplálékául szolgáló elhullott állattetemekre. Erős csőrével a legellenállóbb szöveteket is képes feltépni. A dögöknek kizárólag a csontjait képtelen elfogyasztani.
Egy-egy nagyobb tetem mellett akár 50 keselyű is összegyűlhet lakomázni.
Olykor néhány madár annyira belakik, hogy képtelen a levegőbe emelkedni. ilyenkor kénytelen a talajon kivárni, amíg annyi táplálékot megemészt, hogy újra repülhessen.

## Szaporodása
Az egész életében monogám  bengál keselyű gallyakból építi fészkét egy fára vagy sziklapárkányra. Kolóniákban fészkel, egy-egy kolónia 20-40 párból is állhat. A költési időszak október-februárra esik, ekkor egy vagy két világoszöld tojást rak. A költés 47-55 napig tart. A tojások kiköltésében, majd később a fiókák felnevelésében mindkét szülőmadár részt vesz.
A fészeklakó, gyámoltalan fiókák 80-90 napos folyamatos szülői táplálás után repülnek ki.
Várható élettartama 20-25 év.

## Természetvédelmi helyzete
Korábban a faj meglehetősen gyakori volt Ázsia déli részén, főként a Gangesz medencéjében Indiában, ahol nagyobb városok környékén is fészkelt. Még 1985-ben is a leggyakoribb és legnagyobb egyedszámú keselyűfajnak tartották a Földön. Mára azonban kifejezetten ritka madárrá vált. A  bengál keselyűt elsősorban különféle növényvédő szerek és más mérgek pusztítják, de a dögmennyiség csökkenése is szerepet játszik visszaszorulásában. A fajra főleg a diklofenák tartalmú növényvédő szerek a legveszélyesebbek, melyeket ma is széles körben használnak a faj ázsiai hazájában. Ezek a növényevő állatok szervezetében felhalmozódnak, és végül annak elhullása után a tetemet elfogyasztó keselyűkhöz is eljutnak. Emiatt a faj katasztrofális állomány veszteségeket szenvedett. 1993-ra eredeti állományának több mint 95%-a elpusztult, javarészt mérgezések következtében. A faj mára Banglades, Kína és Malajzia területéről ki is halt. A többi országban is nagyon megritkult, mára egyedül a viszonylag fejletlen mezőgazdaságú Kambodzsa és Mianmar területén élnek nagyobb állományai, ahol a növényvédő szeres védekezés nem olyan nagy mértékben elterjedt.
A fajt a Természetvédelmi Világszövetség a „kihalóban” levő kategóriába sorolja és amennyiben nem történnek változások a növényvédő szerek felhasználása során a faj ázsiai élőhelyein, félő, hogy a bengál keselyű a 21. század során ki is halhat.

## Fordítás
- Ez a szócikk részben vagy egészben  az   Indian White-rumped Vulture című angol Wikipédia-szócikk ezen változatának fordításán alapul.  Az eredeti cikk szerkesztőit annak laptörténete sorolja fel. Ez a jelzés csupán a megfogalmazás eredetét és a szerzői jogokat jelzi, nem szolgál a cikkben szereplő információk forrásmegjelöléseként.